# كارلوس ريوس
كارلوس ريوس (بالإسبانية: Carlos Ríos)‏ مواليد 1971، هو ملاكم محترف أرجنتيني.

## المسيرة الاحترافية
من نزالاته:
- خسر أمام لوفمور إندو بالضربة القاضية (05-12-2003).
- انتصر على روبرتو ديفيد أريتا بقرار فني (17-10-2003).
- خسر أمام خورخي رودريغو باريوس بقرار فني (26-10-2002).

## إحصائيات
خاض خلال مسيرته 71 نزالا، فاز في 53 وتعادل في 3 وخسر في 11. فاز بالضربة القاضية في 34 نزالا.

## روابط خارجية
- كارلوس ريوس على موقع بوكس ريك (الإنجليزية) (registration required)